# Tanyemblemaria alleni
Tanyemblemaria alleni is een  straalvinnige vissensoort uit de familie van snoekslijmvissen (Chaenopsidae). De wetenschappelijke naam van de soort is voor het eerst geldig gepubliceerd in 1992 door Hastings.
De soort staat op de Rode Lijst van de IUCN als Onzeker, beoordelingsjaar 2007.